# Teoria da Dignidade da Pessoa
A Teoria da Dignidade da Pessoa (vietnamita: Thuyết Nhân vị) foi uma doutrina e ideologia política vietnamita cunhada por Ngô Đình Nhu em 1954, com base nas obras de Emmanuel Mounier. Era também a ideologia oficial do Partido Cần Lao.

## Doutrina
A Teoria da Dignidade da Pessoa propunha uma “terceira via” entre capitalismo e comunismo, ambos acusados de serem estritamente materialistas. Tanto o capitalismo quanto o comunismo assumem que as pessoas são apenas instrumentos de produção, enquanto a Teoria da Dignidade da Pessoa promoveu uma pessoa espiritual e física, com conseqüentes mudanças de oferta e demanda baseadas não no indivíduo, mas na comunidade.
A Teoria da Dignidade Pessoal é baseada em "Três Teorias":
- Personalismo
- Comunidade (o bem da comunidade)
- Espiritual (em oposição ao materialismo)

Teoria da Dignidade da Pessoa enfatizou o bem-estar da comunidade. A comunidade ideal, como postulava a teoria, baseava-se na família, na sociedade, na nação, na humanidade e na natureza. Acreditava-se que o espiritual fortalecesse a comunidade e avançasse em direção à "verdade, compaixão, unidade". Para realizar a Teoria da Dignidade da Pessoa, era necessário um partido político para promover a ideologia, bem como alcançar a justiça social e a modernização tecnológica que a teoria considerava importantes.